# Medophron dytiscivorus
Medophron dytiscivorus är en stekelart som beskrevs av Mason 1968. Medophron dytiscivorus ingår i släktet Medophron och familjen brokparasitsteklar. Inga underarter finns listade i Catalogue of Life.